# Халікеєв Курбанбай
Курбанбай Халікеєв (1905, місто Петроолександрівськ, тепер місто Турткуль, Каракалпакстан, Узбекистан — 19 грудня 1976, місто Алма-Ата, тепер Алмати, Казахстан) — радянський діяч, 1-й секретар Каракалпацького обласного комітету КП(б) Узбекистану. Депутат Верховної Ради СРСР 1-го скликання.

## Життєпис
Народився в родині наймита. З жовтня 1920 до липня 1923 року навчався в інтернаті Каракалпацького обласного відділу народної освіти в Петроолександрівську (Турткулі).
У серпні 1923 — травні 1926 року — студент Середньоазіатського комуністичного унівнерситету імені Леніна в Ташкенті. У 1924 році вступив до комсомолу. У травні 1926 — липні 1927 року — секретар та інструктор Каракалпацького обласного комітету спілки «Кошчі» в Турткулі. У липні 1927 — серпні 1928 року — студент Середньоазіатського комуністичного унівнерситету імені Леніна в Ташкенті.
У серпні 1928 — лютому 1929 року — відповідальний секретар Турткульського міського комітету комсомолу.
Член ВКП(б) з грудня 1928 року.
У лютому — липні 1929 року — секретар заводського комітету Турткульського бавовнопереробного заводу № 89.
У липні 1929 — січні 1930 року — відповідальний секретар виконавчого комітету Шаббазької районної ради Каракалпацької автономної області.
У січні 1930 — вересні 1931 року — інструктор відділу скарг та організаційно-інструкторського відділу Казакської крайової контрольної комісії — робітничо-селянської інспекції Казакської АРСР у Алма-Аті.
У вересні 1931 — жовтні 1932 року — заступник завідувача організаційно-інструкторського відділу і секретар партійної колегії Каракалпацької обласної контрольної комісії — робітничо-селянської інспекції в Турткулі.
У жовтні 1932 — серпні 1933 року — заступник начальника управління водного господарства в Турткулі.
У серпні 1933 — квітні 1934 року — голова Тамдинської районної контрольної комісії — робітничо-селянської інспекції Каракалпацької АРСР.
У квітні 1934 — березні 1935 року — член партійної колегії Комісії партійного контролю при ЦК ВКП(б) по Каракалпацькій АРСР в Турткулі.
У березні 1935 — червні 1936 року — 1-й секретар Куйбишевського районного комітету ВКП(б) Каракалпацької АРСР.
У червні 1936 — вересні 1937 року — 1-й секретар Ходжейлінського районного комітету КП(б) Узбекистану Каракалпацької АРСР.
У вересні 1937 — квітні 1938 року — 3-й секретар Каракалпацького обласного комітету КП(б) Узбекистану.
У квітні 1938 — березні 1941 року — 1-й секретар Каракалпацького обласного комітету і Турткульського міського комітету КП(б) Узбекистану.
У червні — липні 1941 року — інструктор організаційно-інструкторського відділу ЦК КП(б) Узбекистану.
У серпні — жовтні 1941 року — 1-й секретар Нарпайського районного комітету КП(б) Узбекистану Самаркандської області.
У жовтні 1941 — листопаді 1942 року — голова Самаркандської обласної спілки промислової кооперації.
У листопаді 1942 — квітні 1943 року — курсант із педагогічної підготовки політичного складу запасу Червоної армії в місті Ош Киргизької РСР.
У квітні 1943 — березні 1944 року — старший інструктор із організаційно-партійної роботи політичного відділу 6-ї запасної стрілецької бригади в місті Ворошиловграді.
У березні 1944 — грудні 1945 року — секретар партійної комісії політичного відділу Енгельського військового кулеметного училища міста Красноармійська Саратовської області.
У січні — березні 1946 року — заступник завідувача організаційно-інструкторського відділу Південно-Казахстанського обласного комітету КП(б) Казахстану.
У березні 1946 — січні 1949 року — 1-й секретар Бостандицького районного комітету КП(б) Казахстану Південно-Казахстанської області.
У січні — грудні 1949 року — 1-й секретар Пахта-Аральського районного комітету КП(б) Казахстану Південно-Казахстанської області.
У січні 1950 — червні 1951 року — директор Чимкентського бавовноочисного заводу Південно-Казахстанської області.
У червні 1951 — червні 1952 року — контролер, представник Ради у справах колгоспів при РМ СРСР по Південно-Казахстанській області.
У червні 1952 — серпні 1955 року — заступник директора із політичної частини, звільнений секретар партійного бюро Тоболінської машинно-тракторної станції Сари-Агацького району Південно-Казахстанської області.
У серпні 1955 — березні 1957 року — голова колгоспу імені Леніна Сари-Агацького району Південно-Казахстанської області.
У березні 1957 — січні 1958 року — керуючий відділення № 2 радгоспу імені Карла Маркса Сари-Агацького району Південно-Казахстанської області. З січня до червня 1958 року не працював, проживав у селі Сари-Агачі.
У червні 1958 — жовтні 1966 року — інструктор організаційного відділу Сари-Агацького районного комітету КП Казахстану Південно-Казахстанської (Чимкентської) області.
З жовтня 1966 року — персональний пенсіонер в селі Сари-Агач Чимкентської області та місті Алма-Аті.
Помер 19 грудня 1976 року в Алма-Аті (Алмати).

## Нагороди
- орден Леніна (31.01.1939)
- медалі